# Knight Templars Parade Drill
Knight Templars Parade Drill è un cortometraggio muto del 1901. Non viene riportato né il nome del regista né dell'operatore. La parata oggetto del documentario è quella dei Knight Templars, aderenti a un ordine massonico che prevede, per i suoi adepti, l'appartenenza alla religione cristiana.

## Produzione
Il film fu prodotto dalla Selig Polyscope Company. Documenta la parata dei Cavalieri Templari a Louisville, nel Kentucky.

## Distribuzione
Distribuito dalla Selig Polyscope Company, il film uscì nelle sale cinematografiche statunitensi nell'agosto 1901.